# Royal Aircraft Factory R.E.8
Royal Aircraft Factory R.E.8 — английский самолёт-разведчик, применявшийся также в качестве бомбардировщика в период Первой мировой войны. Данная модель была предназначена для замены чересчур уязвимых в бою разведчиков B.E.2. R.E.8 был неудобен в управлении, и поэтому пилоты английских ВВС, испытавшие самолёт, поначалу отзывались о нём негативно.. Самолёты данного типа были основными разведчиками и корректировщиками в британских ВВС с середины 1917 вплоть до конца войны. Всего было построено более 4000 самолётов и они использовались на всех основных фронтах Первой мировой войны.

## Конструкция и доработки
Первый из двух построенных прототипов R.E.8 (англ. Reconnaissance Experimental 8 — «Экспериментальный разведчик 8») поднялся в воздух 17 июня 1916 года. При разработке данной модели самолёта учитывались недостатки его предшественника, B.E.2, в частности на новые самолёты устанавливались более мощные двигатели, у них была повышена бомбовая нагрузка. У данной модели было более мощное вооружение, пулемёт пилота был синхронизирован. R.E.8 был менее стабилен при полётах нежели B.E.2, хотя новая модификация самолёта по задумке должна была бы стать более устойчивой, прежде чем на неё бы пересели пилоты с B.E.2. 

## История эксплуатации
Первый самолёт данного типа прибыл во Франция в ноябре 1916 года. Изначально, у пилотов, менявших B.E.2 на R.E.8 возникали большие проблемы с более чувствительными средствами управления аэропланом, что нередко приводило к авариям. Поэтому основная часть самолётов простаивала в полевых ангарах до появления нового, более крупного вертикального стабилизатора, улучшавшего противоштопорные характеристики. Новая усовершенствованная модель казалась полевым лётчикам более удовлетворительной, но опыт первых боестолкновений с германскими аэропланами оказался чрезвычайно неблагоприятным для КВВС. Только 13 апреля 1917 года патруль из 6 R.E.8 из английской 59-й эскадрильи был полностью уничтожен за 5 минут одним-единственным самолётом из прославленного германского авиасоединения Jasta 11.

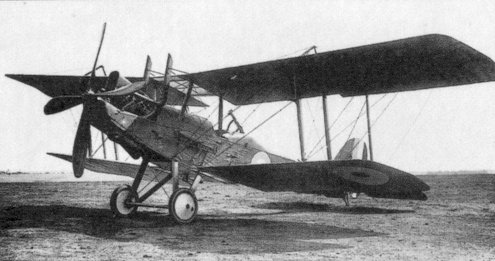
R.E.8 c 4-лопастным пропеллером, поднятой выхлопной трубой и большим воздухозаборником

После «кровавого апреля» уровень потерь в эскадрьльях, укомплектованных R.E.8 значительно понизился, вследствие улучшения качества подготовки лётного состава и внедрения новой полётной тактики. И хотя этот аэроплан не пользовался большой популярностью у лётчиков, с возложенными на него обязательствами он справлялся довольно неплохо. На рифмованном сленге пилотов он назывался Harry Tate (так звали весьма популярного в то время артиста мюзик-холлов, а употребляемое в качестве прилагательного слово на можно перевести как «любительский» или даже «некомпетентный»). В 1917 году R.E.8 были укомплектованы 18 эскадрилий КВВС, а в 1918 — 19. Единственной страной, кроме Великобритании (и её доминионов), куда поставлялись R.E.8 была Бельгия. В июле 1917 она получила 22 аэроплана.
К ноябрю 1918 года R.E.8 были признаны окончательно устаревшими и были быстро сняты с вооружения после подписания перемирия.

## Сохранившиеся экземпляры
По состоянию на 2009 год, в музеях сохранилось по меньшей мере два экземпляра R.E.8
- Великобритания — Имперский военный музей в Даксфорде. Аэроплан с бортовым номером F3556, построен компанией Даймлер, прибывший во Францию в День перемирия. Реконструкция завершена в 2004 году.[5]
- Бельгия — Королевский музей армии и военной истории в Брюсселе. Достаточно редкий экземпляр аэроплана с установленным авиамотором компании Испано-Сюиза.[5],[6]

## Основные эксплуатанты
- Великобритания
- Австралия
- Бельгия
- Военно-воздушные силы Эстонии использовали данный тип истребителей после войны.[7]
- В воздушном флоте Рабоче-Крестьянской Красной армии числилось несколько самолётов данной модели

## Тактико-технические характеристики

### Технические характеристики

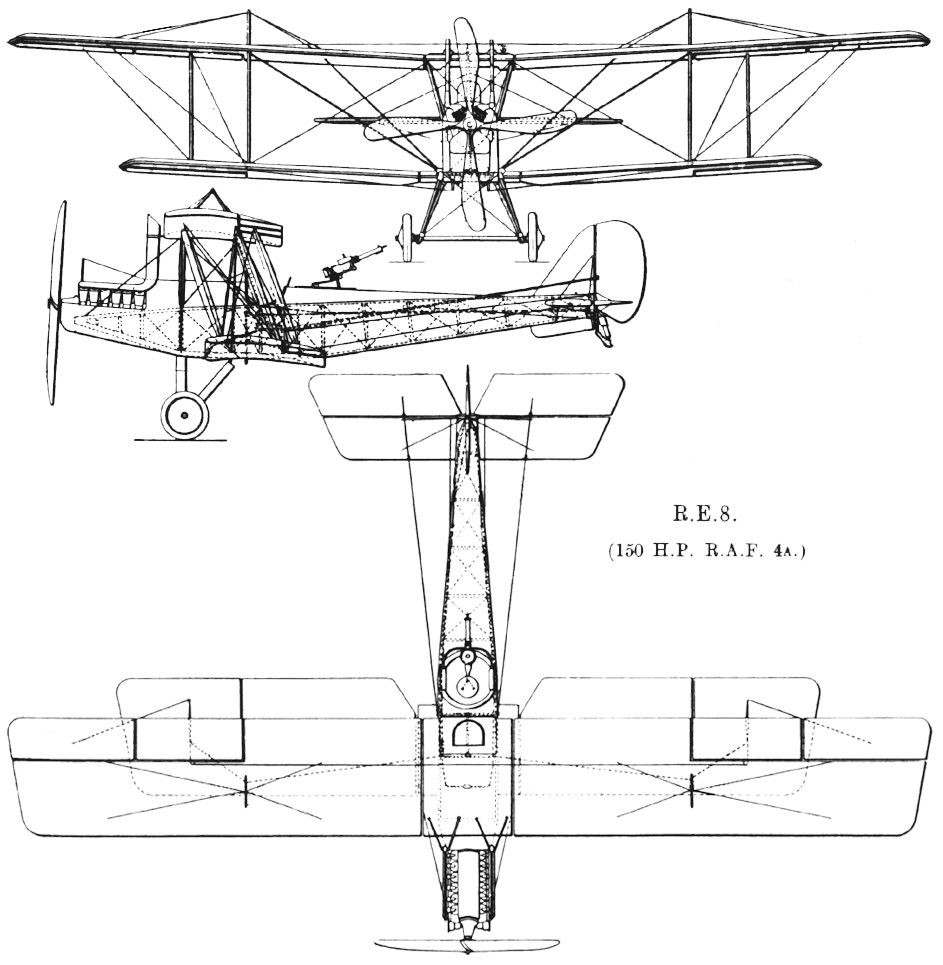
R.E.8

- Экипаж: 2 человека (пилот и наблюдатель)
- Длина: 8,50 м
- Размах крыла: 12,98 м
- Высота: 3,47 м
- Площадь крыла: 35,07 m2
- Масса пустого: 717 кг
- Масса снаряжённого: 1301 кг
- Двигатели: 1 × Royal Aircraft Factory 4a 12-цилиндровый, жидкостного охлаждения мощностью 150 л. с. (112 кВт)

### Лётные характеристики
- Максимальная скорость: 164 км/ч
- Крейсерская скорость: 143 км/ч
- Практический потолок: 4 115 м
- Максимальная скороподъёмность: 200 м/мин
- Продолжительность полёта: 4.15 ч.мин
- Набор высоты: 1.2 м/c

### Вооружение
- 1 стабилизированный пулемёт «Виккерс» калибром 7.7 мм.
- 1 или 2 пулемёта Льюис калибром 7.7 мм у наблюдателя.
- Бомбовая нагрузка до 102 кг.